# Incidente aereo di Graham Hill
Il 29 novembre 1975 l'ex campione di Formula 1 e proprietario del team Graham Hill morì quando il Piper Aztec che stava pilotando si schiantò vicino ad Arkley nell'Hertfordshire, Regno Unito, mentre si avvicinava all'Aeroporto di Elstree. Anche gli altri cinque passeggeri a bordo, che formavano il nucleo della squadra di Formula 1 di Graham Hill rimasero uccisi.
Il gruppo stava tornando da un viaggio nel sud della Francia per provare la nuova Hill GH2 un mese dopo la fine della stagione 1975 di Formula 1. L'incidente avvenne di notte e in quel momento la zona era coperta dalla nebbia. L'indagine sull'incidente non fu in grado di arrivare a nulla di determinante, ma l'errore del pilota è stato ritenuto la spiegazione più probabile.

## Contesto
Il 28 novembre, il giorno prima dell'incidente, Hill aveva volato con il suo Aztec all'aeroporto di Le Castellet, vicino al circuito Paul Ricard, nel sud della Francia. A bordo c'erano altri cinque membri del team Embassy Hill: il meccanico Tony Alcock, il pilota del team Tony Brise, il manager Ray Brimble, il meccanico Terry Richards e il designer di automobili Andrew Smallman.
Il gruppo era al Paul Ricard per testare la nuova vettura da corsa Hill GH2 del team. Dovevano tornare il 30 novembre, ma il tempo del test fu abbreviato. Il fotografo Antony Armstrong-Jones (Lord Snowdon) aveva preso in considerazione l'idea di volare con il gruppo, ma non li seguì perché sentiva di aver già scattato abbastanza fotografie.

## L'incidente

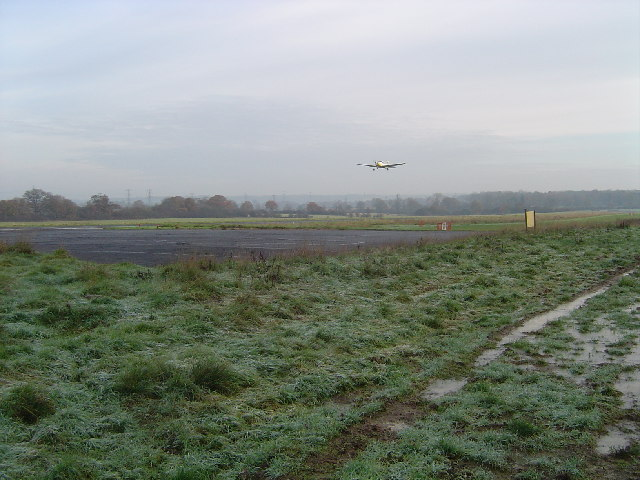
La pista dell'aeroporto di Elstree rivolta ad est, nel 2005.

Alle 15:30 GMT del 29 novembre il team partì da Le Castellet volando fino all'aeroporto di Marsiglia-Marignane. Hill passò nella sala di self-briefing e ottenne i bollettini meteorologici per l'area di Londra. Ovviamente da parte del controllo ATC fu presentato un piano di volo per raggiungere l'Elstree, fissando Luton come aeroporto alternativo, anche nel caso ci fosse stata una "engine failure", un guasto ai motori.
Il Piper Aztec decollò da Marsiglia alle 17:47. Stabilì un contatto con il controllo del traffico aereo di Londra alle 20:45, ottenendo un bollettino meteorologico per Elstree che descriveva una visibilità di 2.000 metri e una base delle nubi di 300 piedi AGL. Alle 21:19, l'aereo passò al controllore per l'avvicinamento a Heathrow, e Hill venne informato che la visibilità a Elstree era di 1.000 metri. Alle 21:21, dopo essere sceso a 4.000 piedi (1.200 m) passando a sud del VOR di Lambourne, a Hill viene detto che la visibilità si era ridotta intorno agli 800 metri. L'aereo fu successivamente autorizzato a scendere a 460 m (1.500 piedi), al di sotto dei quali qualsiasi ulteriore discesa era a discrezione del pilota.
Alle 21:28, il controllore addetto all'avvicinamento contattò l'N6645Y con Hill ai comandi per fornire ulteriori informazioni, ma non ci fu alcuna risposta. Poco dopo perse il contatto radar. L'Aztec, già con il carrello di atterraggio e i flap estesi, sfiorò la cima di un grande albero a un'altitudine di 460 piedi (140 m) s.l.m. all'interno del campo da golf Arkley, 3 nmi (5,6 km) a est e 130 piedi (40 m) sopra l'aeroporto di Elstree. Poi scese ulteriormente, scontrandosi con altri alberi, rotolando a destra, colpendo il suolo con la punta dell'ala e infine schiantandosi contro un bosco ceduo. Dopo l'impatto scoppiò un forte incendio che distrusse la maggior parte dell'aereo. Perirono tutti e sei gli occupanti.
La pista di Elstree era dotata di luci a bordo pista e di un indicatore visivo di pendenza a bassa intensità, ma mancava di qualsiasi ausilio radiofonico e non c'erano procedure di volo IFR pubblicate per l'aeroporto, il che lo rendeva inadatto per voli a bassa visibilità. Dei testimoni vicino al luogo dell'incidente dissero che in quel momento c'era una fitta nebbia, con una visibilità compresa tra i 50 e i 100 metri.
Circa tre ore prima il pilota di un altro aereo leggero aveva tentato tre avvicinamenti a Elstree, assistito con le direzioni radar e le distanze dall'aeroporto fornite dal controllore di avvicinamento. In tutti e tre i tentativi, scendendo fino a 300 piedi (90 m) AGL, le luci dell'aeroporto non erano visibili o sono state individuate troppo tardi per procedere con l'atterraggio. Il pilota alla fine dirottò verso un altro aeroporto. La visibilità sopra lo strato di nubi a 300 m (1 000 piedi) slm era stata segnalata come molto buona.

## L'aereo
L'aereo dell'incidente era un Piper PA-23-250D Aztec costruito nel 1968 e registrato N6645Y.
Fu venduto dalla Melridge Aviation nell'aprile 1972 a Grand Prix (Bahamas) Ltd e fu fatta una richiesta per rimuovere l'aereo dal registro dell'FAA, operazione effettuata nell'agosto 1974.

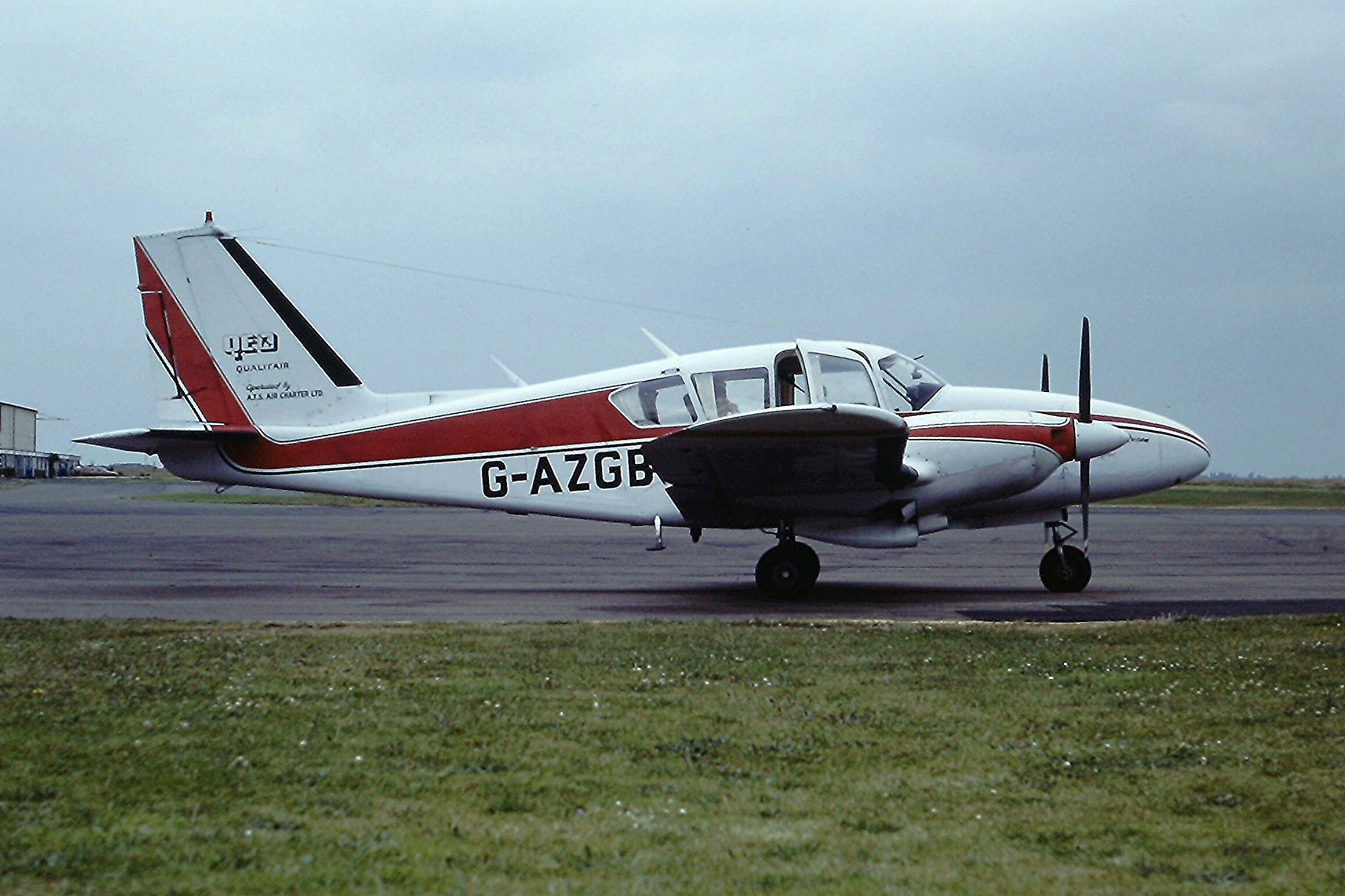
Un Piper PA23-250 Aztec costruito nel 1968 similare a quello precipitato

L'aereo era legalmente apolide dall'aprile 1972, sebbene il suo vecchio codice di registrazione N6645Y continuasse a vedersi dipinto sulla fusoliera. L'aeromobile operava senza un certificato di aero navigabilità in quanto quello detenuto non era più valido quando l'Aztec venne rimosso dal registro. Al momento dell'incidente l'aereo aveva volato per 1.131 ore.

## L'indagine
L'Accidents Investigation Branch (ora Air Accidents Investigation Branch) si occupò delle indagini. Il loro rapporto venne pubblicato il 29 settembre 1976. Gli investigatori dissero che l'aereo non era registrato e apolide, sebbene avesse ricevuto una buona manutenzione. Stabilirono pure che le abilitazioni di volo notturno e strumentale di Hill erano scadute e quindi non valide, così come altre irregolarità nella licenza.
Non sono stati scoperti difetti meccanici che avrebbero contribuito all'incidente. L'affaticamento del pilota non è stato considerato un fattore e gli esami tossicologici post mortem su tutte e sei le vittime risultarono negativi. Non è stato possibile determinare la causa esatta dell'incidente. L'AIB offrì tre possibili ragioni per cui il pilota avesse fatto scendere l'aereo così in basso:
1. Errore nell'interpretazione dell'altezza - Negli ultimi momenti del volo, il pilota potrebbe aver interpretato erroneamente la lettura dell'altimetro come altezza dal suolo (in particolare sopra l'elevazione dell'aeroporto di Elstree), in contrapposizione all'altitudine sopra il livello medio del mare, ma questa possibilità è stata considerata improbabile.
2. Inconsapevolezza dell'altitudine - Scendendo da 1500 piedi con il cielo sereno nello strato di nebbia sottostante, il pilota potrebbe aver concentrato la sua attenzione sullo stabilire un contatto visivo con il suolo, trascurando di monitorare la strumentazione per mantenere un'altitudine di sicurezza.
3. Errore nella stima del raggio d'azione - Quando si avvicina alla pista 27 di Elstree, un pilota normalmente sorvola la città di Borehamwood, seguito da un pezzo di terra non illuminato immediatamente prima dell'aeroporto. Tuttavia l'"N6645Y" si stava avvicinando all'aeroporto da una rotta più meridionale e il pilota potrebbe aver scambiato le luci di Barnet, visibili attraverso la nebbia, per quelle di Borehamwood e l'adiacente Arkley Golf Course per la macchia scura vicino all'aeroporto. Ciò potrebbe averlo portato a credere di essere molto più vicino all'aeroporto di quanto non fosse in realtà e ad avviare prematuramente la discesa finale per l'atterraggio. Questa ipotesi è stata considerata la più probabile.

Il 29 settembre 1976 era stato presentato l'intero dossier dell'incidente da parte delle autorità.

## Conseguenze
Il Times scrisse che Hill potrebbe aver sopravvalutato la sua capacità di pilotare un aereo. La vedova di Hill, Bette (1926-2017), è stata citata in giudizio per danni dagli amministratori della proprietà di Smallman. Un mandato dell'Alta Corte è stato emesso nel giugno 1977. Poiché Hill non era assicurato, la risoluzione del caso si prese gran parte del suo denaro.
Poiché l'incidente uccise la maggior parte del team di Formula 1 di Graham Hill, Embassy Hill (incluso lo stesso Hill e il pilota Tony Brise), ciò ha lasciato la squadra con solo il vice manager del team e due meccanici come membri. Embassy Hill non poteva continuare a competere e presto la squadra chiuse.